# Cantó de Plouigneau
El cantó de Plouigneau (bretó Kanton Plouigno) és una divisió administrativa francesa situat al departament de Finisterre a la regió de Bretanya.

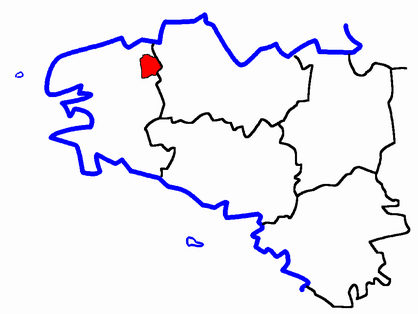
Situació del cantó

## Composició
El cantó aplega 7 comunes :
| Nom bretó     | Nom francès     | Nom gal·ló |
| Bodsorc'hel   | Botsorhel       | ---        |
| Gwerliskin    | Guerlesquin     | ---        |
| Lanneanoù     | Lannéanou       | ---        |
| Plegad-Moezan | Plouégat-Moysan | ---        |
| Plouigno      | Plouigneau      | ---        |
| Plougonven    | Plougonven      | ---        |
| Ar Pontoù     | Le Ponthou      | ---        |

## Història
| Data d'elecció                           | Identitat    | Partit        | Qualitat |
| ---------------------------------------- | ------------ | ------------- | -------- |
| 2001-2008                                | Joseph Urien | Divers droite |          |
| 2008-                                    | Joëlle Huon  | PS            |          |
| les dades anteriors no són pas conegudes |              |               |          |
|                                          |              |               |          |